# Древесные удоды
Древесные удоды, или лесные удоды (лат. Phoeniculidae), — небольшое по числу видов семейство птиц из отряда Bucerotiformes.

## Описание
В настоящее время представители этого семейства встречаются только в тропической и экваториальной Африке южнее Сахары.
Семейство длиннохвостых птиц с преимущественно чёрным, блестящим оперением, короткими ногами, длинным ступенчатым хвостом и длинным изогнутым клювом. Половой диморфизм в окраске, за исключением лесного удода, почти не выражен. Населяют опушки лесов, саванны, кустарниковые заросли. Все виды гнездятся в дуплах. Питаются насекомыми и их личинками, разыскивая их под корой деревьев, как дятловые, древолазовые или пищуховые. В кладке от 2 до 5 яиц.

## Классификация
В семейство включают 2 современных рода, которые, по-видимому, разошлись около 10 млн лет назад, поэтому некоторые систематики рассматривают их как отдельные подсемейства или даже отдельные семейства отряда Bucerotiformes:
- Род Phoeniculus — Лесные удоды, или красноклювые удоды, или кукушечьехвостые удоды
- Род Rhinopomastus — Серпоклювые удоды

## Палеонтология
Ископаемые виды древесных удодов найдены в эоцене Англии, миоцене Франции и Германии.
К семейству относят как минимум один вымерший род — Phirriculus.